# Natal'ja Žedik
Natal'ja Valer'evna Žedik (in russo Наталья Валерьевна Жедик?; Leningrado, 11 luglio 1988) è una cestista russa.

## Carriera
Con la Russia ha disputato i Giochi olimpici di Londra 2012, i Campionati mondiali del 2010 e due edizioni dei Campionati europei (2013, 2017).